# Штефан Вледою
Штефан Вледою (рум. Ștefan Vlădoiu, нар. 28 грудня 1998, Римніку-Вилча) — румунський футболіст, захисник клубу «КС Університатя».
Володар Кубка Румунії.

## Клубна кар'єра
Народився 28 грудня 1998 року в місті Римніку-Вилча. Вихованець футбольної школи клубу «КС Університатя». Дорослу футбольну кар'єру розпочав 2016 року в основній команді того ж клубу, в якій провів один сезон, взявши участь в одному матчі чемпіонату. 
На правах оренди виступав за «Спортул Снагов» та «Дунеря» (Келераші). 
До складу клубу «КС Університатя» повернувся 2019 року. Станом на 30 липня 2022 року відіграв за крайовську команду 74 матчі в національному чемпіонаті.

## Виступи за збірну
Протягом 2019–2021 років залучався до складу молодіжної збірної Румунії. На молодіжному рівні зіграв у 3 офіційних матчах.

## Титули і досягнення
- Володар Кубка Румунії (1):

«КС Університатя»: 2020-2021